# Eazy-E
Eric Lynn Wright (Compton, California; 7 de septiembre de 1964-Los Ángeles, California; 26 de marzo de 1995), más conocido por su nombre artístico Eazy-E, fue un rapero, productor, mánager. Saltó a la fama con el grupo de gangsta rap N.W.A a finales de los 80. El estilo lírico y vocal de Eazy-E es reconocido al instante por su voz relativamente aguda (tenor) y sus letras centradas en las armas, drogas, policía, actos violentos y sexo. Eazy-E fue de los pioneros del gangsta rap y a día de hoy permanece como uno de los iconos más influyentes del rap, junto a 2Pac y The Notorious B.I.G.

## Primeros años y Ruthless Records
Wright nació en Compton, California. Sus padres fueron Richard y Kathie Wright. Su padre era un empleado de correos y su madre era directora de escuela primaria. A los 17 años, Eric iba en autobús desde South Los Ángeles a la Taft High School en Woodland Hills, California. Durante aquellos años fue miembro de los Kelly Park Compton Crips (una violenta banda de Los Ángeles) de South East Compton. Tiempo después, en 1986, a la edad de 22 años fundó su propia compañía discográfica, Ruthless Records.

## Carrera musical

### 1986-1991: N.W.A, Eazy-Duz-It y enemistad con Ice Cube
En 1986, reclutó a Ice Cube, Dr. Dre, MC Ren, DJ Yella y Arabian Prince para formar el grupo N.W.A. Debutaron con el álbum N.W.A. and the Posse, y a pesar de ser underground, tuvo bastante éxito. Dre y Yella se encargaban de producir la música mientras que Cube componía los temas. El álbum Straight Outta Compton, de 1988, se convirtió en platino y vendió 2 millones de copias tras su relanzamiento en 1989. En la actualidad, las grabaciones de N.W.A. a finales de los 80 están consideradas como obras maestras del hip hop. 
Eazy rápidamente editó su álbum debut en solitario Eazy-Duz-It, doble platino, del que se vendieron 2.7 millones de copias. El disco y las canciones fueron compuestas por los demás miembros de N.W.A, de las que salieron los éxitos "We Want Eazy", "Eazy-er Said Than Dunn" y "Boyz-N-The-Hood". En 1989, Ice Cube abandonó N.W.A. convencido de que Wright y Heller se llevaban gran parte de los beneficios. 
En 1990, comienzan las rivalidades cuando N.W.A. lanza los álbumes 100 Miles and Runnin' y Niggaz4Life, en el que atacan a Ice Cube con las canciones 100 Miles and Runnin' y Real Niggaz. En la canción Message to B.A. que pertenece a Niggaz4Life, álbum de 1991, llaman a Ice Cube Benedict Arnold, tildandolo de traidor, por lo cual Cube responde con la canción No Vaseline del álbum Death Certificate en la que critica la decisión de Eazy de dejar que Jerry Heller fuera el mánager del grupo, y también la aparición de Eazy en un almuerzo benéfico con el expresidente George H. W. Bush. Esta canción también causó controversias ya que Cube fue calificado de antisemita por referirse a Heller como blanco judío.

### 1991-1994: Fin de N.W.A. y enemistad con Dr. Dre
La visión creativa de Eazy no siempre era compartida por sus compañeros de grupo, y Dre era especialmente crítico por la manera en cómo Wright y Heller manejaban el grupo en términos económicos. Niggaz4Life fue el último álbum de N.W.A que salió en 1991, y Eazy siguió empleando elementos que a Dre no le agradaba en demasía, como el uso de armas de fuego en los vídeos Appetite for Destruction y Always into Somethin'. 
Ese mismo año, Eazy-E denuncia que Suge Knight (propietario de Death Row Records) lo había coaccionado con matar a su madre obligándolo a firmar un contrato en un papel que contenía la dirección de su vivienda para que liberara a Dr. Dre y a The D.O.C. del grupo. En octubre de 1992, Ruthless Records presentó una demanda a Death Row Records por chantaje.
Posteriormente, Dr. Dre arremete en contra de Eazy lanzando su álbum debut The Chronic, especialmente en el éxito "Fuck wit Dre Day (And Everybody's Celebratin')". Como respuesta, Eazy lanzó su segundo álbum, It's On (Dr. Dre) 187um Killa, del que se vendieron más de 2 000 000 copias. En este álbum, Eazy respondió contra Dre y su protegido Snoop Dogg, en ese entonces conocido como Snoop Doggy Dogg. Responde al Dre Day con Real Muthaphukkin' Gs, y el vídeo mostraba a Dre durante sus días en el grupo The World Class Wreckin' Cru vistiendo un traje blanco que hacía cuestionar su veracidad en las calles. Tiempo después, Eazy vuelve a mencionar a Dre en forma de burla, y a Tha Dogg Pound en las canciones "Wut Would U Do" y "Ole School Shit".

## Muerte
En 1995, Eazy-E fue al hospital Cedars-Sinai Medical Center en Los Ángeles por problemas respiratorios. Allí se le diagnosticó sida y tras ello hizo una declaración pública el 16 de marzo anunciando su enfermedad. El 20 de marzo de ese mismo año declaró que había hecho las paces con Ice Cube y que habían arreglado el tema de volver a reagrupar N.W.A. El 26 de marzo cae inconsciente y muere alrededor de las 18:45 a causa de una neumonía relacionada con el sida a los 30 años y fue enterrado en el Rose Hills Memorial Park, en Whittier, California.
A día de hoy existe cierta confusión en torno a su fecha de nacimiento, pues por razones desconocidas, la mayoría de los informes al momento de su deceso decían que tenía 31 años debido a la supuesta falsificación de su fecha de nacimiento por un año, e incluso, su lápida indicaba el año 1963 como año de nacimiento, pero en 2019, en conmemoración de su cumpleaños número 55, su lápida fue cambiada y actualizada con el año correcto de nacimiento, 1964.

## Vida personal
Fue padre de 11 hijos con 8 mujeres diferentes, tuvo su primer hijo en 1984, llamado Eric Wright Jr. También tuvo una hija llamada Erin.
Wright conoció a Tomica Woods en un club nocturno de Los Ángeles en 1991, y se casaron en 1995, doce días antes de su muerte. Juntos tuvieron dos hijos: Dominick y Daijah Wright. Tras la muerte de Eazy E, su esposa pasó a tomar las riendas de su compañía discográfica Ruthless Records.

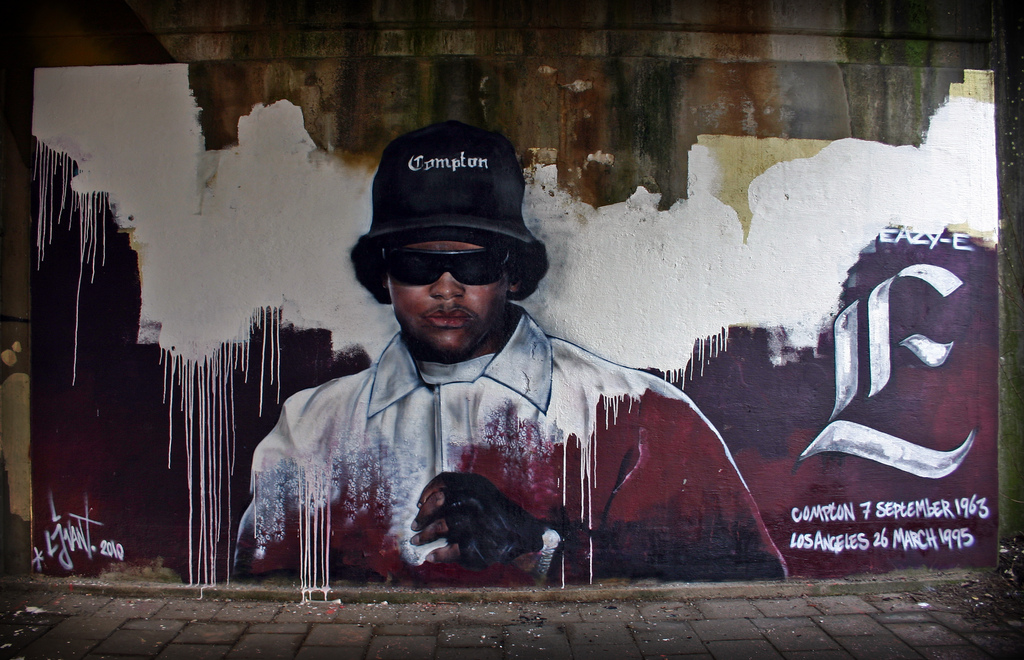
Mural tributo a Eazy-E en la ciudad de Leeuwarden, Países Bajos, por el artista callejero LJvanT.

## Controversias
Las letras y la imagen de Eazy-E (así como las de N.W.A.) fueron duramente criticadas en Estados Unidos por organizaciones de defensa de la familia, movimientos por la igualdad racial y por la policía.
Eazy-E fue duramente criticado por muchos fanáticos del rap en Los Ángeles, especialmente en Compton, después de prestar su apoyo y defender a Theodore Briseño (el único policía de raza negra sospechoso de participar en la paliza a Rodney King en 1991). También por asistir a un acto de recaudación de fondos del Partido Republicano, contribuyendo con 1500 dólares.

## Influencias musicales
Allmusic cita las influencias de Eazy-E, como Ice-T, Redd Foxx, Bootsy Collins, Run-D.M.C., Richard Pryor, Egyptian Lover, Schoolly D, Too Short, Prince, The Sugarhill Gang, George Clinton y King Tee. En el documental The Life and Timez of Eric Wright, se menciona que Eazy hizo colaboraciones con muchas de sus influencias.
Sus principales influencias incluyeron grupos de funk de los 70, raperos contemporáneos, y comediantes.

## Legado
Eazy-E ha sido llamado The Godfather of Gangsta Rap, (El Padrino del Gangsta Rap), y ha influido mucho en las vidas de la nueva generación de raperos. Steve Huey, de Allmusic, dijo que "es una de las figuras más controvertidas del gangsta rap." En 1996, DJ Yella publicó el álbum One Mo Nigga Ta Go en homenaje a Eazy, en el que le dedicó varias canciones como "4 Tha E". En 2001 la banda de post-grunge Dynamite Hack, grabó una versión del "Boyz-N-The-Hood", tema original de 1987 de Eazy-E originalmente compuesto por Ice Cube. Eazy también es mencionado en las canciones "Pass Me By" y "The Staleness" de Insane Clown Posse. El rapero South Park Mexican también grabó una versión de Houston, Texas del "Boyz-N-The-Hood" titulada "Boyz On Da Cut". También el rapero español Gordo Master hizo una versión del "Boyz-N-The-Hood" en la que rapea sobre el rap de los 90. El personaje de Ryder en Grand Theft Auto: San Andreas siguió el modelo de Eazy-E, ya que el juego está inspirado en los primeros años de los 90, época de mayor auge del rapero.
"Lil Eazy-E", el hijo mayor del rapero, lanzó un documental llamado The Life and Times of Eric Wright, y junto a este, también fue lanzado el álbum póstumo Impact Of A Legend. También publicó en 2006 un álbum titulado Prince of Compton, que contó con las apariciones de Ice Cube, Bone Thugs-N-Harmony y la producción del rapero y productor Dr. Dre. Ruthless Records encontró el éxito con artistas como Above the Law, MC Ren, Atban Klann, (los actuales Black Eyed Peas), Brownside, Kokane, Dirty Red, Slow Pain, Leicy Loc, Domino, B.G. Knocc Out & Dresta, y Bone Thugs-N-Harmony. Este último grupo dedicó varias canciones a Eazy, en especial su éxito "Tha Crossroads", y también en su actuación en los Premios MTV Video Music de 1996.
Mucho material póstumo de Eazy ha sido remezclado por The Game, un rapero de Compton, notablemente en el tema "Still Cruisin'". La combinación de Eazy y The Game ayudó a este en los inicios de su carrera, dándose a conocer gracias a esos éxitos underground. Esa canción apareció en numerosos mixtape incluido G-Unit Radio Part 8. A menudo The Game menciona a Eazy-E en sus temas, en especial en su exitoso álbum The Documentary.
En 2011 fue lanzada la canción "I Need a Doctor" de Dr. Dre junto a Eminem y Skylar Grey, y en el final del video se ve a Dre visitando su tumba. Ese mismo año fue liberada una canción inédita junto al grupo de gangsta rap femenino G.M.B. titulada "House Party". En 2012 un documental sobre Eazy-E fue lanzado por Ruthless Propaganda, llamado Ruthless Memories que incluyó entrevistas de Jerry Heller, MC Ren y B.G. Knocc Out. En 2013, Eazy-E apareció en modo de holograma en el festival de Hip-Hop Rock The Bells, y junto con Bone Thugs N Harmony y DJ Yella, interpretaron los temas Straight Outta Compton, Boyz-N-The-Hood y Foe Tha Love of $. En 2015, fue estrenada la película Straight Outta Compton, Eazy-E fue interpretado por Jason Mitchell, y la película está dedicada en su honor.

## Discografía

### Álbumes de estudio
- 1988: Eazy-Duz-It
- 1996: Str8 off tha Streetz of Muthaphukkin Compton

### Álbumes recopilatorios
- 1995: Eternal E
- 2005: Eternal E: Gangsta Memorial Edition
- 2007: Featuring...Eazy-E

### EPs
- 1992: 5150: Home 4 tha Sick
- 1993: It's On (Dr. Dre) 187um Killa
- 2002: Impact of a Legend

### Sencillos
| Año  | Canción                        | U.S. Hot 100 | U.S. R&B | U.S. Rap | UK singles | Álbum                                        |
| ---- | ------------------------------ | ------------ | -------- | -------- | ---------- | -------------------------------------------- |
| 1988 | «Boyz-N-Tha Hood»              | -            | -        | 1        | 12         | Eazy-Duz-It                                  |
| 1988 | «We Want Eazy»                 | -            | -        | 7        | 72         | Eazy-Duz-It                                  |
| 1988 | «Eazy-Er Said Than Dunn»       | -            | 84       | 4        | 34         | Eazy-Duz-It                                  |
| 1992 | «Neighborhood Sniper»          | -            | -        | 43       | -          | 5150: Home 4 tha Sick                        |
| 1992 | «Niggaz My Height Don't Fight» | 47           | -        | 36       | 43         | 5150: Home 4 tha Sick                        |
| 1992 | «Only If You Want It»          | -            | -        | 58       | -          | 5150: Home 4 tha Sick                        |
| 1993 | «Any Last Werdz»               | 75           | -        | 68       |            | It's On (Dr. Dre) 187um Killa                |
| 1993 | «Real Muthapuckkin G's»        | -            | 42       | 41       | 1          | It's On (Dr. Dre) 187um Killa                |
| 1995 | «Just tah Let U Know»          | 45           | 30       | 4        | 10         | Str8 off tha Streetz of Muthaphukkin Compton |
| 2002 | «Eazy 1, 2, 3»                 | 10           | -        | 26       | 17         | Impact of a Legend                           |
| 2002 | «Switchez»                     | 5            | 69       | -        | -          | Impact of a Legend                           |
| 2007 | «Luv 4 Dem Gangsta'z»          | 12           | -        | 5        | 16         | Featuring...Eazy-E                           |